# Insalde
Insalde é uma localidade portuguesa do Município de Paredes de Coura que foi sede da extinta Freguesia de Insalde, freguesia que tinha 11,12 km² de área e 364 habitantes (2011), e, por isso, uma densidade populacional de 32,7 h/km².
A Freguesia de Insalde foi extinta (agregada) pela reorganização administrativa de 2012/2013, tendo o seu território sido agregado ao da Freguesia de Porreiras para criar a União das Freguesias de Insalde e Porreiras.

## População
| População da freguesia de Insalde | População da freguesia de Insalde | População da freguesia de Insalde | População da freguesia de Insalde | População da freguesia de Insalde | População da freguesia de Insalde | População da freguesia de Insalde | População da freguesia de Insalde | População da freguesia de Insalde | População da freguesia de Insalde | População da freguesia de Insalde | População da freguesia de Insalde | População da freguesia de Insalde | População da freguesia de Insalde | População da freguesia de Insalde |
| --------------------------------- | --------------------------------- | --------------------------------- | --------------------------------- | --------------------------------- | --------------------------------- | --------------------------------- | --------------------------------- | --------------------------------- | --------------------------------- | --------------------------------- | --------------------------------- | --------------------------------- | --------------------------------- | --------------------------------- |
| 1864                              | 1878                              | 1890                              | 1900                              | 1911                              | 1920                              | 1930                              | 1940                              | 1950                              | 1960                              | 1970                              | 1981                              | 1991                              | 2001                              | 2011                              |
| 679                               | 592                               | 590                               | 636                               | 622                               | 641                               | 606                               | 723                               | 808                               | 785                               | 693                               | 633                               | 542                               | 433                               | 364                               |

| Distribuição da População por Grupos Etários | Distribuição da População por Grupos Etários | Distribuição da População por Grupos Etários | Distribuição da População por Grupos Etários | Distribuição da População por Grupos Etários | Distribuição da População por Grupos Etários | Distribuição da População por Grupos Etários | Distribuição da População por Grupos Etários | Distribuição da População por Grupos Etários | Distribuição da População por Grupos Etários |
| -------------------------------------------- | -------------------------------------------- | -------------------------------------------- | -------------------------------------------- | -------------------------------------------- | -------------------------------------------- | -------------------------------------------- | -------------------------------------------- | -------------------------------------------- | -------------------------------------------- |
| Ano                                          | 0-14 Anos                                    | 15-24 Anos                                   | 25-64 Anos                                   | > 65 Anos                                    |                                              | 0-14 Anos                                    | 15-24 Anos                                   | 25-64 Anos                                   | > 65 Anos                                    |
| 2001                                         | 45                                           | 55                                           | 205                                          | 128                                          |                                              | 10,4%                                        | 12,7%                                        | 47,3%                                        | 29,6%                                        |
| 2011                                         | 40                                           | 26                                           | 183                                          | 115                                          |                                              | 11,0%                                        | 7,1%                                         | 50,3%                                        | 31,6%                                        |